# Северноамериканско бодливо свинче
Северноамериканското бодливо свинче (Erethizon dorsatum) е вид бозайник от семейство Дървесни бодливи свинчета (Erethizontidae), единствен представител на род Erethizon.

## Разпространение и местообитание
Разпространен е в Канада, Мексико и САЩ.